# Quando quell'uomo ritornerà/Si prega sempre quando è tardi
Quando quell'uomo ritornerà / Si prega sempre quando è tardi è il quarto singolo su 7" de i Corvi pubblicato nel 1967 dalla Ariston Records.

## Tracce
Lato A
1. Quando quell'uomo ritornerà – 2:58

Lato B
1. Si prega sempre quando è tardi – 2:57

## Crediti
- Alberto Salerno - musica e testi
- Massimo Salerno - musica e testi